# Teleiofilia
Teleiofilia é um termo criado por Kurt Freund, significando a atração sexual de um menor (Criança/Adolescente) por adultos.  Como isto é considerado normal na maioria das sociedades, não é usualmente considerado uma parafilia, e a expressão é raramente usada.